# Kirche Hl. Erzengel Gabriel (Platičevo)

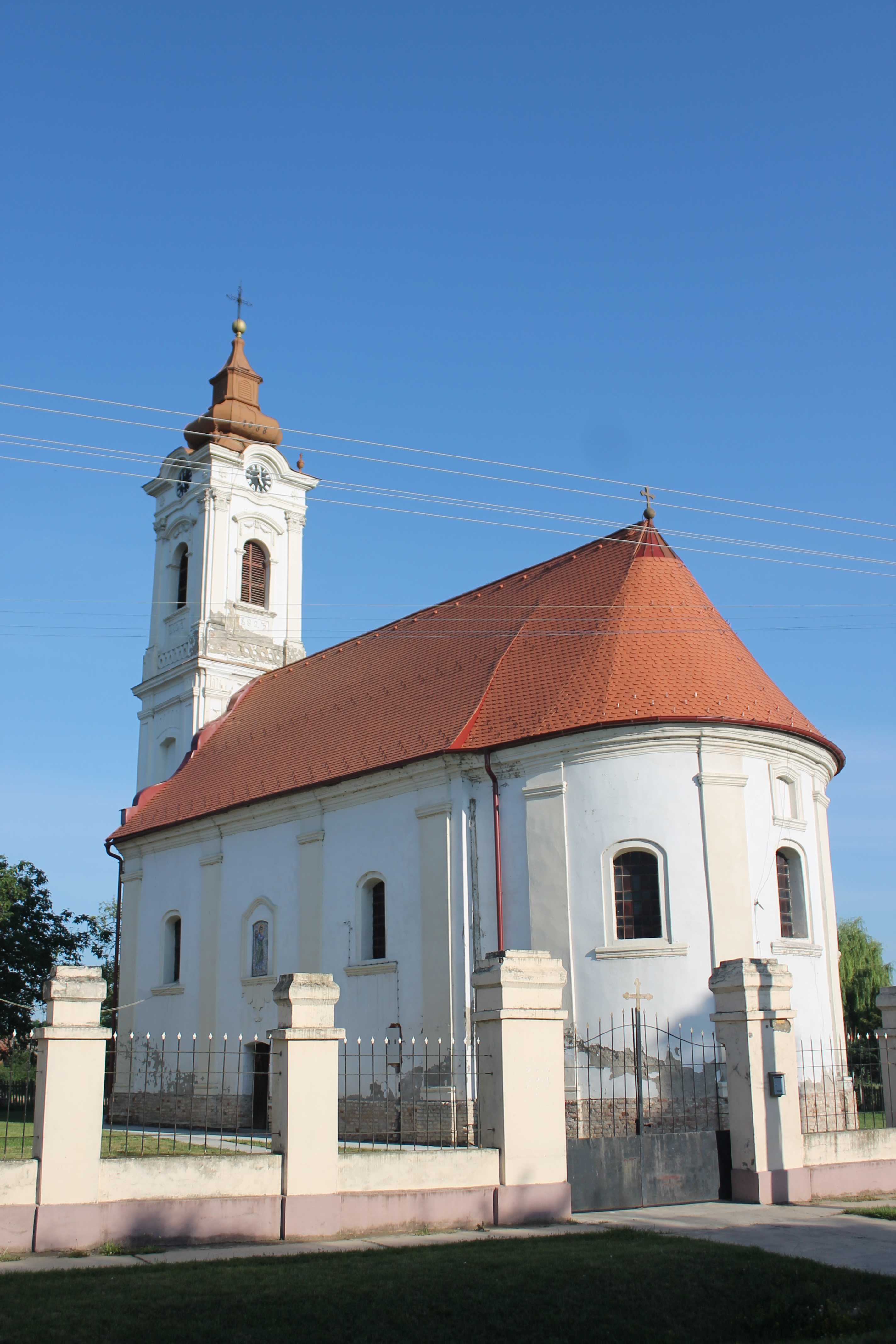
Ostansicht der Kirche Hl. Erzengel Gabriel in Platičevo

Die Kirche Hl. Erzengel Gabriel (serbisch: Црква Светог архангела Гаврила, Crkva Svetog arhangela Gavrila) im Dorf Platičevo, in der Opština Ruma, ist eine serbisch-orthodoxe Kirche in der nordserbischen autonomen Provinz Vojvodina.
Das 1778 erbaute Kirchengebäude ist dem Hl. Erzengel Gabriel geweiht und ist die Pfarrkirche der Pfarrei Platičevo, im Dekanat Ruma, der Eparchie Srem, der Serbisch-Orthodoxen Kirche.
Als unbewegliches Kulturgut besitzt die Kirche den Status eines Kulturdenkmals von großer Bedeutung und steht unter staatlichem Schutz.

## Lage
Das Dorf Platičevo liegt in der Landschaft des Srem im südlichen Teil der Opština Ruma und ist 23 km südlich der Gemeindehauptstadt gelegen.
Das Kirchengebäude steht im südlichen Dorfzentrum an der Straße Ulica 29. Oktobra. Die genaue Adresse der Kirche lautet Ulica 29. Oktobra Nr. 4. Unweit der Kirche steht die Dorfgrundschule Milivoj Petković Fećko und das Gebäude der freiwilligen Feuerwehr. Im nördlichen Dorfgebiet steht die römisch-katholische Kirche St. Maria Königin des Heiligen Rosenkranzes.
Im umzäunten großen Kirchhof mit Eingangstor an der Ostseite, stehen neben der Kirche, ein Kirchbrunnen, ein Sommerpavillon mit Sitzbänken, ein Ständer zum Kerzenentzünden und Bäume. Auch das Pfarrhaus steht in der Nähe der Kirche.

## Geschichte

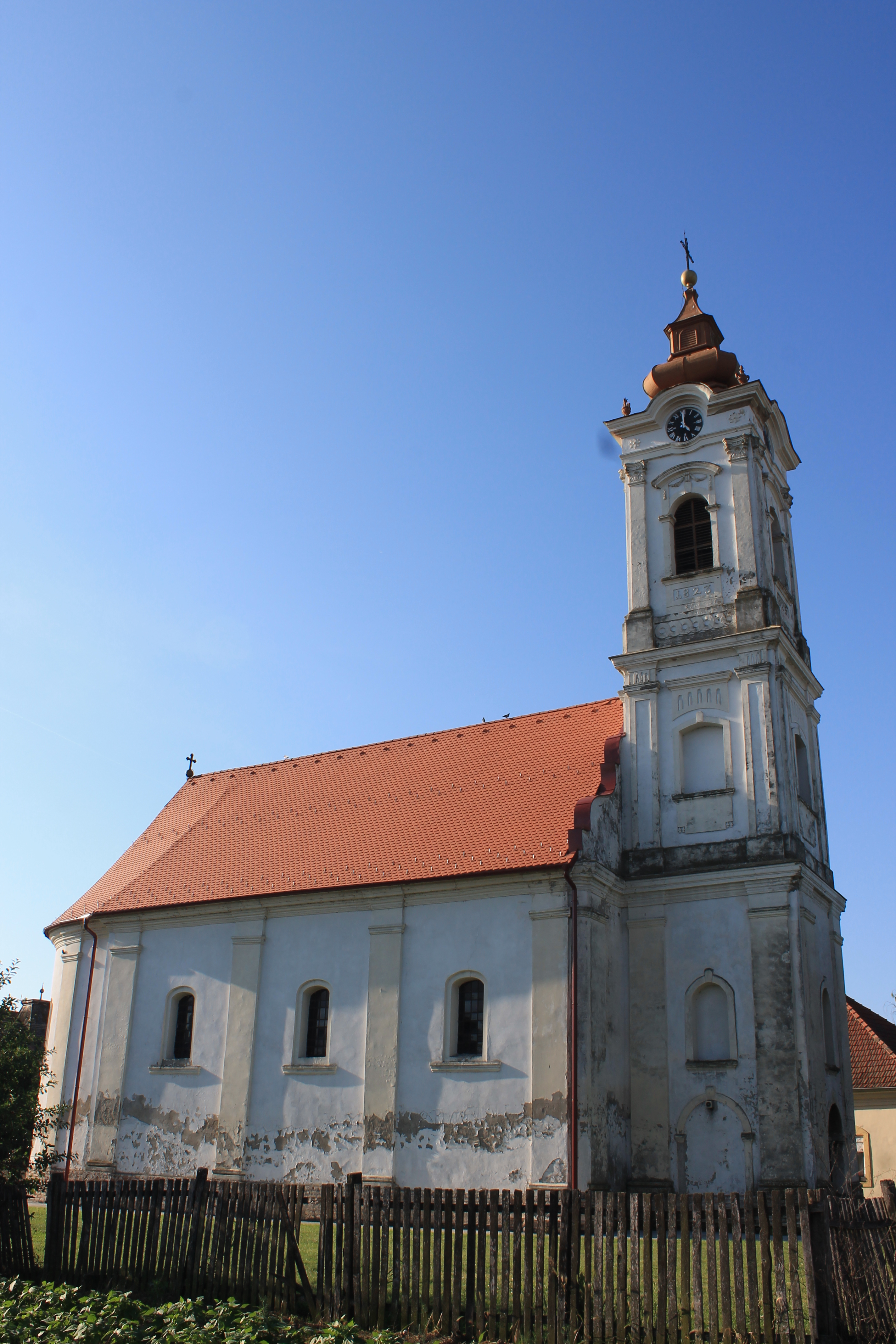
Der Kirchturm und Nordfassade der Kirche

Die Kirche Hl. Erzengel Gabriel wurde 1778, in der zweiten Hälfte des 18. Jahrhunderts, erbaut.
Die reichen Holzschnitzereien der Ikonostase sind das Werk eines unbekannten Meisters aus dem späten 18. oder frühen 19. Jahrhundert, während die Ikonen der Ikonostase, aus dem Jahr 1802 bekanntermaßen das Werk des bekannten Malers Stefan Gavrilović und seines Bruders des Goldschmiedes Ilija Gavrilović, sind. Die Ikonostase besteht aus zwei Zonen. Die Inneneinrichtung, angefangen bei den plastischen Dekorationen an den Wänden und dem farbenfrohen Boden bis hin zu den Möbeln, bildet ein einzigartiges stilistisches Ganzes.
1823 wurde der Kirchturm erneuert und die Jahreszahl auf den oberen Teil des Kirchturmes verewigt. 1938 im damaligen Königreich Jugoslawien wurde die Kirchturmhaube erneuert. Diese Jahreszahl ist auf die Kirchturmkappe angebracht.
Die Kirche wurde im sozialistischen Jugoslawien am 31. Dezember 1952 zum Kulturdenkmal erklärt. Am 30. Dezember 1991 erfolgte die Kategorisierung der Kirche und das Kirchengebäude wurde zu einem Kulturdenkmal von großer Bedeutung erklärt.
1989 wurde das Kircheninnere durch den Maler Dragan Stanković erneuert. In den letzten Jahren wurde das Kirchendach mit neuen Ziegeln eingedeckt.
Am 12. März 2017 hielt der Bischof der Eparchie Srem, Vasilije, mit der Assistenz mehrerer Geistlicher die Hl. hierarchische Liturgie in der Kirche. Derzeitiger Pfarrpriester der Kirche ist Zoran Petrović.

## Architektur

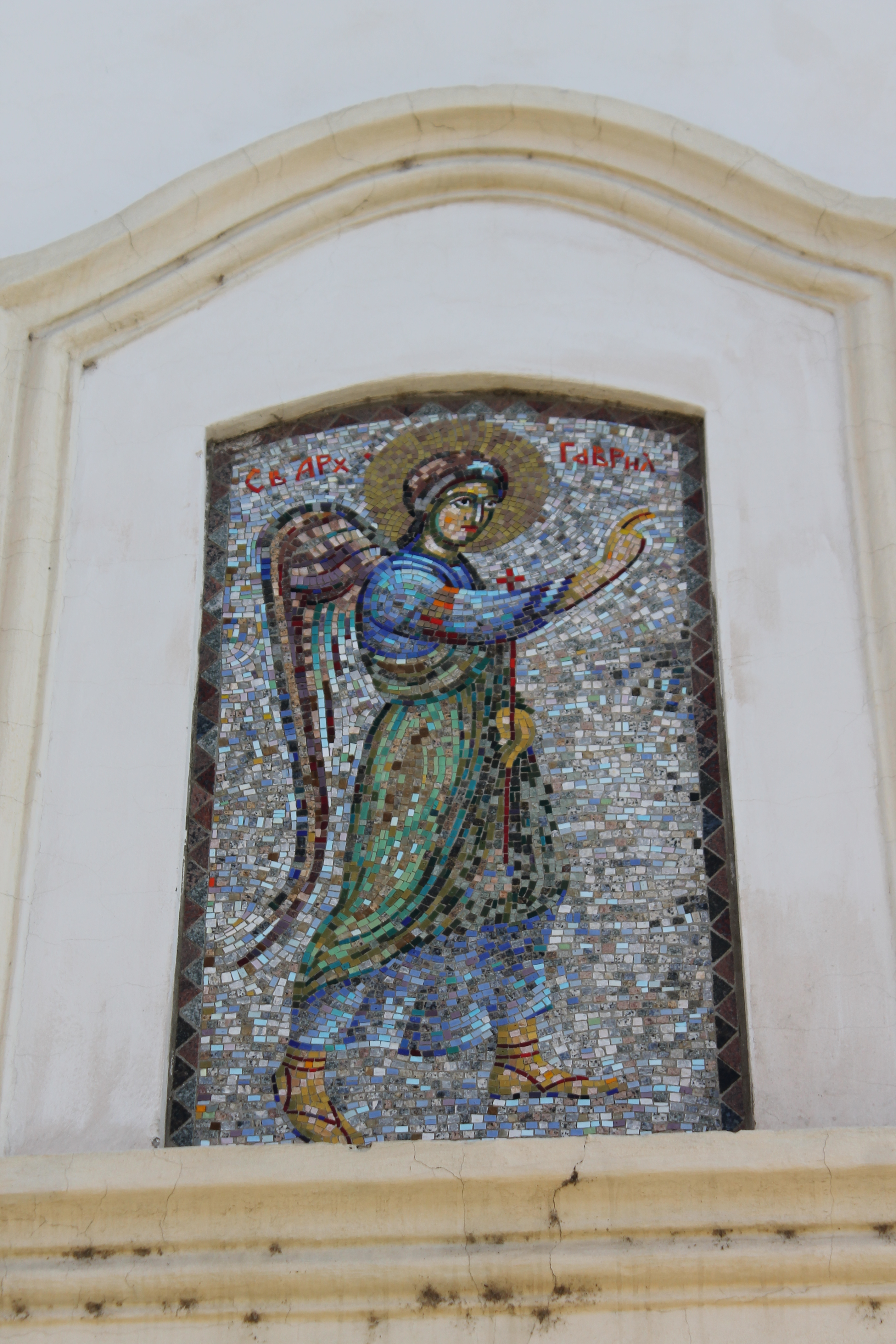
Patronatsmosaik des Hl. Erzengel Gabriel

Das einschiffige Kirchengebäude mit einem üblichen rechteckigen Grundriss ist in seiner Grundkonzeption, im Stil des Barock erbaut worden, mit einer erweiternden halbrunden Altar-Apsis im Osten und einem Narthex mitsamt einem an die Westfassade angebauten etwa 25 Meter hohen barocken Kirchturm, den eine mehrgeschoßige Zwiebelturmkappe krönt, im Westen. Auf die Ostseite der Kirchturmhaube wurde die Jahreszahl 1938 verewigt.
Die Fassade ist horizontal durch einen hohen Sockel und ein Dachgesims und vertikal durch flache Pilaster mit einfachen Kapitellen gegliedert, während die dekorativen Elemente durch zwei Akroterien an den Seiten des Kirchturms sowie die Gesimse unter den Fenstern hervorgehoben werden.
Die Apsis hat drei Fenster und der Kirchturm hat auf jeder Seite zwei Öffnungen. Auch gehören Blendfenster zu den dekorativen Elementen des Kirchturmes. Die oberen Teile der Fenster sind mit mehrfarbigem Glas in einem Schachbrettmuster verglast.
Der Haupteingang der Kirche befindet sich an der Westfassade; auch gibt es einen Nebeneingang an der Südseite der Kirche. An der Südfassade befindet sich, in einer Nische über der Eingangstür, ein Patronats-Mosaik des Hl. Erzengel Gabriel. Das West- und das Südportal sind dekorativ verziert.
Die Kirche besitzt zwei Kirchenkreuze, eines auf der Spitze des Kirchturmes und das andere am Ostende des Naos. Im oberen Geschoss des Kirchturms befindet sich zu jeder Seite des Kirchturms eine Uhr mit Mechanismus.
Das schön hergerichtete und harmonische Kircheninnere wird von der hohen, prächtigen, hölzernen, reich verzierten, mehrstöckigen und mehrtürigen Ikonostase mitsamt Ikonen, im Stil des Barock dominiert. Im Kircheninnenraum befinden sich zudem der Gottesmutter- und Bischofsthron, Kronleuchter, in ein Dunkelgrün gefärbtes und verziertes Chorgestühl, Wandikonen, Kirchentische und dekorierte Chorständer. Die Kirche verfügt über einen großen Chorbalkon im westlichen Kirchenschiff und drei Gedenktafeln. Die Kirchenwände sind mit vielen floralen Ornamenten und Wandmalereien von Heiligen geschmückt. Das Gewölbe ist mit einem Firmament dekoriert.